# بابازید (هرسین)
 بابازید (هرسین)، روستایی از توابع بخش مرکزی شهرستان هرسین در استان کرمانشاه ایران است.

## جمعیت
این روستا در دهستان حومه قرار دارد و براساس سرشماری مرکز آمار ایران در سال ۱۳۸۵، جمعیت آن ۶۳۵ نفر (۱۴۷خانوار) بوده‌است.مردم بابازید به زبان کردی (ایلامی) سخن می‌گویند.